# São Sebastião do Uatumã
São Sebastião do Uatumã este un oraș în unitatea federativă Amazonas (AM) din Brazilia.